# Jersey Joe Walcott
Arnold Raymond Cream (31 de gener de 1914 Pennsauken Township, New Jersey EUA – 25 de febrer de 1994 Camden, New Jersey, EUA), més conegut com Jersey Joe Walcott, va ser un boxejador professional nord-americà que va competir des de 1930 a 1953. Va ser posseïdor dels NYSAC, NBA, i The Ring pesos pesants títols des de 1951 a 1952, i va trencar el rècord de l'home de més edat a guanyar el títol, amb 37 anys. Aquest rècord finalment seria trencat el 1994 per George Foreman de 45 anys. Malgrat que posseí el títol mundial dels pesos pesants per un període relativament curt de temps, Walcott va ser considerat entre el millors pesos pesants del món durant els 1940s i 1950s.
Després de retirar-se de la boxa, Walcott va fer eventualment d'actor, interpretant petits papers en unes quantes pel·lícules i espectacles televisius. També va arbitrar diversos matxs de boxa, però després del polèmic final del segon combat entre Muhammad Ali i Sonny Liston, Walcott no va tornar a arbitrar mai més. Des de 1971 a 1974, Walcott va ser elegit Xèrif del Comtat de Camden, Nova Jersey, esdevenint el primer africà-americà que accedí al càrrec. Des de 1975 a 1984, va ser president de la Comissió Atlètica de Nova Jersey.

## Primer anys
Walcott va néixer a Pennsauken, Nova Jersey. El seu pare era un immigrant de St. Thomas, Índies Occidentals Daneses. La seva mare era de Jordantown (Pennsauken), Nova Jersey. Walcott tenia només 15 anys quan el seu pare va morir. Va deixar l'escola i va treballar en una fàbrica de sabó per ajudar la seva mare i 11 germans més joves. També va començar a entrenar com a boxejador. Va prendre el nom del seu ídol de la boxa, Joe Walcott, un pes welter campió de Barbados. Va afegir-hi "Jersey" per distingir-se'n i mostrar d'on era.

## Carrera a la boxa
Va debutar com a boxejador professional el 9 de setembre de 1930, enfrontant-se a Cowboy Wallace a qui va guanyar per KO en el primer assalt. Després de cinc victòries consecutives, el 1933, va perdre per primer cop per punts davant Henry Wilson a Filadèlfia.
Va obtenir un rècord de 45 victòries, 11 derrotes i 1 nul abans d'aspirar al títol mundial per primer cop. Walcott va perdre combats primerencs contra competidors de classe mundial. Va perdre un parell de combats amb Tiger Jack Fox i va ser noquejat per l'aspirant Abe Simon. Però tot això canviaria el 1945 quan Walcott va derrotar pesos pesants del màxim nivell com Joe Baksi, Lee Q. Murray, Curtis Sheppard i Jimmy Bivins. Va tancar 1946 amb un parell de derrotes davant l'ex-campió dels semi-pesants Joey Maxim i l'aspirant pes pesant Elmer Ray, però ràpidament va venjar aquelles derrotes el 1947.

### Walcott contra Louis
El 5 de desembre de 1947, es va enfrontar a Joe Louis, amb trenta-tres anys convertint-se en l'home més vell a lluitar pel títol mundial dels pesos pesants. Malgrat fer caure Louis en el primer i quart assalts, va perdre als punts després dels 15 assalts per decisió dividida. La majoria d'observadors i periodistes de boxa van pensar que Walcott va merèixer la victòria; un debat en va resultar i periodistes esportius van portar el tema per tot Amèrica. L'únic jutge que va atorgar la victòria a Walcott, Ruby Goldstein, va ser considerat com un heroi. Cartes i telegrames van arribar a casa de Goldstein, lloant el seu judici. Es va parlar que es faria una investigació per revisar las normes de les puntuacions. Louis després d'un parell de dies absent, va dissentir discretament: "Conec en Ruby. Jutja tal com ho veu i amb això n'hi hauria d'haver prou per tothom." De resultes de la controvèrsia Jersey Joe va obtenir un nou combat el 25 de juny de 1948. Tanmateix caigut de bell nou, aquest cop en el tercer assalt, Louis va acabar guanyant per KO en l'onzè. Va ser la primera emissió d'esports en circuit tancat (CCTV), distribuïda via televisió de teatre.

### Walcott contra Charles
El 22 de juny de 1949, Walcott rebia un altre oportunitat d'esdevenir campió del mon dels pesos pesants quan ell i Ezzard Charles es van enfrontar pel títol que Louis havia deixat vacant amb la seva retirada de la boxa. Charles va guanyar per punts després dels 15 assalts. Walcott, decebut però ansiós de veure el seu somni de ser campió esdevenir realitat, va continuar, i el 1950 va vèncer quatre del seu cinc combats, incloent-hi un KO en el tercer assalt del futur campió del món dels pesos semi-pesants Harold Johnson.
El 7 de març de 1951, ell i Charles van lluitar un segon combat i Charles va tornar a vèncer per punts per retenir el seu títol del món. Però el 18 de juliol del mateix any es va sumar a un grapat de boxajedors que aconseguiren el títol en el seu cinquè intent, noquejant Charles en el setè assalt a Pittsburgh i així a la fi esdevenir campió del món dels pesos pesants a l'edat de 37 anys. Es convertí en el boxejador de més edat a guanyar el títol fins que George Foreman ho va fer als 45 anys el 1994.

### Pèrdua del títol
Walcott va retenir el títol amb una victòria per punts en 15 assalts sobre el seu arxienemic Charles. El 23 de setembre de 1952, va posar el seu títol en joc per segon cop. El seu oponent era l'invicte Rocky Marciano. En el primer assalt, Walcott tombà Marciano amb un ganxo d'esquerra; el primer cop en la seva carrera que Rocky va anar a la lona. Després de dotze intensos assalts Walcott anava endavant per punts a les paperetes, Marciano necessitava un KO per vèncer. En el tretzè assalt, quan Marciano pressionava Walcott contra les cordes, simultàniament cadascú va llençar una mà dreta. Marciano va arribar primer a la mandíbula de Walcott. El títol va canviar de mans en un instant. Walcott va caure amb el seu braç esquerra agafat sobre les cordes, i a poc a poc caigué sobre la lona, on va ser comptat fora de combat. Un nou combat va ser preparat el 15 de maig de 1953 a Chicago. Aquest segon cop Walcott tornaria a perdre aquesta vegada per KO en el primer assalt. Seria Walcott últim combat.

## Vida després de la boxa
Walcott no va anar allunyar-se de l'escena de celebritats després de deixar de boxejar. El 1956, va protagonitzat amb Humphrey Bogart i Max Baer el drama de boxa Més dura serà la caiguda. En 1963, va intentar la lluita lliure professional, perdent amb Lou Thesz. Thesz va immobilitzar Walcott en el cinquè assalt, però en el mateix assalt Walcott l'havia tombat a prop del KO. Quan va caure a la lona, va confiar en el seu instint, agafant pels genolls Walcott i tombant-lo el va estirar per immobilitzar-lo finalment.
El 1965, Walcott arbitrà el polèmic segon combat entre Muhammad Ali i Sonny Liston. Walcott va perdre el compte mentre Ali rodolava al voltant de Liston que jeia a la lona i Walcott intentava enviar-lo al racó neutral. Walcott llavors va mirar fora del ring (presumiblement a qui controlava el compte) mentrestant Ali i Liston van anar un per l'altre, abans que Walcott els indiqués continuar el combat. Walcott llavors es va apropar als lluitadors i sobtadament va aturar el combat. Walcott mai va ser nomenat per arbitrar cap altre combat.

### Carrera política
Després de retirar-se, Walcott va treballar pel departament correccional del Comtat de Camden. El 1968, va presentar-se a les eleccions per a Xèrif del Comtat de Camden, Nova Jersey, però va perdre en les primàries del Partit Demòcrata davant Spencer H. Smith Jr. Aquell mateix any va ser nomenat director de relacions comunitàries de Camden.
El 1971, es tornà a presentar per a Xèrif del Comtat del Camden. Va derrotar el republicà William Strang en l'elecció general. Va ser el primer africà-americà a servir com Xèrif en el Comtat de Camden.
També va servir com a president de la Comissió Atlètica de Nova Jersey des de 1975 fins a 1984, quan es va retirar en arribar a l'edat de jubilació obligatòria als 70 anys. Walcott va ser inclòs a la Sala Internacional de la Fama de la Boxa a Canastota, Nova York.

## Honors
En 2013, Walcott va ser inclòs a la Sala de la Fama de Nova Jersey.

## Filmografia parcial
- Més dura serà la caiguda (1956) - George
- El Super Combat (1970) - Ell mateix (veu)